# Folksong Festival
O Folksong Festival foi um programa de rádio dos Estados Unidos da América. É mais conhecido por estar no Guinness World Records como o mais duradouro programa de rádio semanal com o mesmo apresentador. O Folksong Festival esteve em atividade desde 1945, tendo a apresentação de Oscar Brand até sua morte em 2016.